# Ernah
Ernah ili Ernak je bio treći sin hunskog vladara Atile.
Poslije Atiline smrti, njegov se kanat raspao. 
Pleme Utigurskih Protobugara, kojima je vladao Ernah je činilo značajan udjel u Atilinoj državi.
Ernah je pripadao klanu Dulo. Nakon raspada Atiline države, Ernah je zavladao Protobugarima.
Prema Knjizi bugarskih vladara, vladao je do 603. godine.
Ali, za ovo se smatra da je legenda, jer bi po tome ispalo da je vladao u razdoblju od 150 godina. 
Prema nekih povjesničarima, stvarno doba vlasti kana Ernaha je od 453. – 503. godine.

## Vanjska poveznica
Ernahov Utigurski kanat
| Prethodnik: | Popis hunskih vladara | Nasljednik: |
| Atila       | Popis hunskih vladara | Sandil      |